# 찰스 네이피어 (배우)
찰스 네이피어(Charles Napier, 1936년 4월 12일 ~ 2011년 10월 5일)는 미국의 배우이다. 사인은 심부 정맥 혈전이다.

## 출연 작품

### 영화
- 필라델피아 (1993)
- 오스틴 파워: 제로 (1997)